# Kurosagi - Livraison de cadavres
Pour les articles homonymes, voir Kurosagi.
Kurosagi - Livraison de cadavres (黒鷺死体宅配便, Kurosagi shitai takuhaibin) est un manga écrit par Eiji Otsuka et dessiné par Housui Yamazaki. Il a été prépublié à partir de 2000 dans le magazine Monthly Ace Next, avant d'être transféré dans plusieurs magazines, actuellement Young Ace depuis juillet 2009, et a été compilé en vingt-et-un tomes en mai 2016. La version française est publiée par Pika Édition depuis mai 2006.

## Synopsis
Kurō Karatsu, étudiant en quatrième année dans une fac bouddhiste, rejoint l'« amicale des étudiants » qui s'occupe de rechercher des cadavres. Or, il se trouve que chaque membre de l'amicale possède une compétence particulière, ce qui est également le cas de Karatsu. Ils décident donc de mettre leurs talents en commun pour monter une entreprise nommée « Kurosagi Livraison » qui aide les morts à réaliser leurs dernières volontés.

## Personnages

### Membres de Kurosagi Livraison
- Kurō Karatsu (唐津 九郎, Karatsu Kurō?) (spécialité : télépathe) : nouveau venu dans l'association. Il peut « entendre les morts ». Pour cela, il lui suffit de toucher un cadavre pour que l'esprit de cette personne s'exprime à travers Karatsu. Il peut également « réanimer » temporairement les cadavres avec l'aide d'une sorte de fantôme qui apparaît derrière lui.
- Ao Sasaki (佐々木 碧, Sasaki Ao?) (spécialité : hacking) : présidente de l'association. Elle a eu l'idée de fonder leur entreprise de livraison. Elle aime prendre des photos de cadavres et les mettre sur Internet. Elle est également douée pour rechercher des infos.
- Makoto Numata (沼田 真古人, Numata Makoto?) (spécialité : sourcier) : grâce à son pendule, il peut localiser des cadavres.
- Keiko Makino (槙野 慧子, Makino Keiko?) (spécialité : embaumement) : elle a étudié la thanatopraxie en Amérique et a un diplôme d'embaumeur.
- Yūji Yata (谷田 有志, Yata Yūji?) (spécialité : communication) : dit « le relais ». Il peut communiquer avec des extraterrestres par l'intermédiaire de sa marionnette.
- Cérélès (ケレエレス, Kere Eresu?) (spécialité : marionnette) : il s'agit d'une marionnette de ventriloque possédée par un extraterrestre et qui discute souvent avec Yata. Elle ne peut bouger et parler que lorsque ce dernier est éveillé. On peut croire à un numéro de ventriloque mais il s'agit bien d'un être doué de conscience qui pense et agit indépendamment de Yata.

### Membres de Nire Cérémonie
L'entreprise « Nire Cérémonie » se présente comme une entreprise qui récupère les corps des condamnés à mort que personne ne réclame afin de leur offrir des funérailles. En réalité, sa face cachée est le « centre d'aide aux victimes de criminels » où les condamnés à mort sont ressuscités afin d'être tués une seconde fois par les familles des victimes.
- M. Nire (楡, Nire?) : directeur et fondateur de « Nire Cérémonie ». À la suite d'une agression, il a perdu sa fille et sa femme se trouve dans un état végétatif. Il a alors l'idée d'aider les familles de victimes à se venger.
- Mutsumi Nire : fille adoptive du directeur de « Nire Cérémonie ». Elle peut ressusciter les morts en posant la main sur eux et en leur insufflant littéralement la vie. Cependant, au bout d'un moment, la personne ressuscitée devient folle et doit être tuée pour la libérer.

## Manga
La série a débuté en 2000 dans le magazine Monthly Ace Next puis a été publiée dans les magazines Kadokawa Mystery et Ace Tokunô. En 2006, la série est de nouveau transférée dans le magazine Monthly Shōnen Ace, puis dans le magazine Comic Charge avant d'être transférée dans le magazine Young Ace en juillet 2009.
Une série dérivée a été publiée dans le magazine Comic Kai, puis compilé en quatre volumes par Kadokawa Shoten entre janvier 2011 et janvier 2014.
La version française est éditée par Pika Édition.

### Liste des volumes
| no | Japonais          | Japonais          | Français         | Français          |
| no | Date de sortie    | ISBN              | Date de sortie   | ISBN              |
| --- | ----------------- | ----------------- | ---------------- | ----------------- |
| 1 | 27 novembre 2002  | 4-04-713527-5     | 24 mai 2006      | 2-84599-610-1     |
| Liste des chapitres : - Bonheur imparfait - Personnes seules - Le magicien au cœur brisé - Pluie de septembre |                   |                   |                  |                   |
| 2 | 27 novembre 2002  | 4-04-713528-3     | 23 août 2006     | 2-84599-631-4     |
| Liste des chapitres : - Les deux dangers - Qu'il meure ! - Prenez soin d'elle - Ce soir, je te couvre de vin - Le sourire de la Joconde - Je fais ce que je veux - Le temps passe                                                                      |                   |                   |                  |                   |
| 3 | 28 janvier 2004   | 4-04-713600-X     | 18 octobre 2006  | 2-84599-656-X     |
| Liste des chapitres : - Retour d'opérations - Acclamations - X + Y = Love - Une valse |                   |                   |                  |                   |
| 4 | 26 octobre 2004   | 4-04-713676-X     | 6 décembre 2006  | 2-84599-673-X     |
| Liste des chapitres : - Merci - Si tu meurs - Visage d'hier - Une modeste requête |                   |                   |                  |                   |
| 5 | 24 août 2005      | 4-04-713749-9     | 14 février 2007  | 2-84599-698-5     |
| Liste des chapitres : - Stand Hill - Une devise pour demain - Aide-moi un peu, s'il te plaît - Préparation au voyage |                   |                   |                  |                   |
| 6 | 24 janvier 2007   | 978-4-04-713895-7 | 20 août 2008     | 978-2-84599-794-3 |
| Liste des chapitres : - Une lettre pour vous - Si tu es là... - Juste nous deux - Pour qui ? - Comme un enfant (Les combats de Matsuoka Kunio contre les spectres 1) - Un trop long printemps (Les combats de Matsuoka Kunio contre les spectres 2)    |                   |                   |                  |                   |
| 7 | 20 août 2007      | 978-4-04-713961-9 | 22 octobre 2008  | 978-2-84599-896-4 |
| Liste des chapitres : - Vaincre de tout son cœur - Pretty Pretty - Mon bonheur (2) - Le chef - Je n'ai pas peur du loup - L'étranger du dimanche |                   |                   |                  |                   |
| 8 | 3 mars 2008       | 978-4-04-715052-2 | 21 janvier 2009  | 978-2-84599-991-6 |
| Liste des chapitres : - Les associations d'étudiants - Romance - Je ne suis pas mort ! - Pas besoin de chanson d'amour - Début d'après-midi à deux - L'armoire à glace - Suis ta voie !                                                                |                   |                   |                  |                   |
| 9 | 1er août 2008     | 978-4-04-715093-5 | 20 mai 2009      | 978-2-8116-0059-4 |
| Liste des chapitres : - La clé de l'appartement - La poupée qui chante et qui rêve - Une expérience ultra-violette - Les larmes disparaissent dans le sable - La maison banche sur la côte - Dans certaines circonstances - Après le rêve - Ma douleur |                   |                   |                  |                   |
| 10 | 31 octobre 2008   | 978-4-04-715128-4 | 20 janvier 2010  | 978-2-8116-0206-2 |
| Liste des chapitres : - Un défi facile - Jamais le dimanche ! - Un Salinger de location - Le baiser après les larmes - Histoire au clair de lune - Mémoires de bord de mer - Hors saison du cœur - Le miroir de 2h du matin - Le canon arc-en-ciel     |                   |                   |                  |                   |
| 11 | 3 mars 2009       | 978-4-04-715204-5 | 14 novembre 2012 | 978-2-8116-0971-9 |
| Liste des chapitres : - Le manque - Je suis chez moi, ici - Le méchant petit canard - Nous sommes adorables - Un jour, il y a longtemps - Créons des souvenirs - Pour se dire au revoir - Le soleil brille au réveil - La danse des anges              |                   |                   |                  |                   |
| 12 | 20 novembre 2009  | 978-4-04-715336-3 | 17 avril 2013    | 978-2-8116-1048-7 |
| Liste des chapitres : - Pique-nique boogie - L'improbable république - La cabane d'ombre - S'asseoir au bord des cieux - Et plonger jusqu'au fond - Une grande souffrance - Au pays des poupées - Prière à une machine à remonter le temps             |                   |                   |                  |                   |
| 13 | 2 février 2010    | 978-4-04-715380-6 | 16 octobre 2013  | 978-2-8116-1278-8 |
| Liste des chapitres : - Paper Moon - Silhouette Romance - Safari Night - Rends-moi ma clé ! - Requiem blanc - L'île de leur rêve |                   |                   |                  |                   |
| 14 | 30 octobre 2010   | 978-4-04-715555-8 | 14 mai 2014      | 978-2-8116-1446-1 |
| Liste des chapitres : - J'étais devant toi - Plus vite, les jeunes ! - Un jour lointain - Hey baby ! - Le pari d'un soldat - Orphée en larmes - Les jeunes poursuivent leur voyage                                                                     |                   |                   |                  |                   |
| 15 | 30 septembre 2011 | 978-4-04-715790-3 | 21 janvier 2015  | 978-2-8116-1731-8 |
| Liste des chapitres : - Fin de vie - Histoire fantastique - Duo - Chant funèbre - Oublie ça - Kaléidoscope - La berceuse des saintes vierges |                   |                   |                  |                   |
| 16 | 30 juin 2012      | 978-4-04-120288-3 | 15 juillet 2015  | 978-2-8116-1879-7 |
| Liste des chapitres : - La femme chinoise - Pierrot le fou - Vent d'est - Theme from the circus - Theme from the invaders - Surf cosmique - Simoun |                   |                   |                  |                   |
| 17 | 31 janvier 2013   | 978-4-04-120562-4 | 17 février 2016  | 978-2-8116-2716-4 |
| 18 | 2 octobre 2013    | 978-4-04-120886-1 | 18 janvier 2017  | 978-2-8116-3227-4 |
| 19 | 4 avril 2014      | 978-4-04-121020-8 |                  |                   |
| 20 | 4 novembre 2014   | 978-4-04-102236-8 |                  |                   |
| 21 | 2 mai 2016        | 978-4-04-103084-4 |                  |                   |